# Renata von Scheliha
Renata von Scheliha (* 16. August 1901 auf Gut Zessel, Landkreis Oels, Provinz Schlesien, Deutsches Reich; † 4. November 1967 in New York, USA) war eine deutsche Altphilologin.

## Leben
Renata von Scheliha, die Tochter des schlesischen Rittergutsbesitzers Rudolph von Scheliha und seiner Frau Elisabeth, einer Tochter des preußischen Ministers Johannes von Miquel, war die vier Jahre jüngere Schwester Rudolf von Schelihas, der 1942 als Legationsrat im Auswärtigen Amt wegen angeblichen Geheimnisverrats hingerichtet wurde. Sie wurde von Hauslehrern erzogen und legte das Abitur 1925 als Externe am Matthias-Gymnasium in Breslau ab. Anschließend studierte sie Sanskrit in München, wo ihr Interesse für den Dichter Stefan George durch Maria Fehling, eine Tochter des Lübecker Bürgermeisters Emil Ferdinand Fehling und Schwester des Regisseurs Jürgen Fehling, neue Nahrung bekam. Nach zwei Jahren wechselte sie zu den Fächern Alte Geschichte, Griechisch und Latein mit Sanskrit als Nebenfach. 1931 promovierte sie in Breslau mit einer Dissertation über Die Wassergrenze im Altertum, in der sie Wassergrenzen in den orientalischen Reichen, in Ägypten, Griechenland und bei den Römern untersuchte. Bei einem Besuch ihres Bruders in Prag wurde sie 1928 dem Dichter Johannes Urzidil vorgestellt, der später bemerkte: „ein schlankes, blasses Mädchen, scheu und schweigsam, Studentin der Philosophie [sic] und der antiken Literatur besonders zugewandt. Aber auch eigene Verse schreibe sie.“
Nach der Promotion zog sie nach Berlin. Hier verdiente sie sich mit Führungen und Vorträgen in Museen und mit Abendkursen an der Lessing-Hochschule, einer Einrichtung der Erwachsenenbildung, einen kargen Lebensunterhalt. Durch Berthold Vallentin kam sie erneut in Kontakt zum George-Kreis und freundete sich unter anderem mit Edith Landmann und Ernst Morwitz an. Auch Wolfgang Frommel lernte sie hier kennen, der sie so beschreibt: „Schon bei unserer ersten Begegnung war ich betroffen von dieser überschlanken Gestalt, von diesem vom dunkelbraunen Haar wie von Fittichen umrahmten Antlitz, den grossen schwarzblauen Augen, der zuerst fast erschreckend dunklen Stimme.“ Die Absicht, sich in Frankfurt am Main zu habilitieren, gab sie 1933 nach der Machtübernahme der Nationalsozialisten auf, die sie entschieden ablehnte. 1934 erschien ihr zweites Buch über Dion, Platons ihr zufolge „nächsten und größten Jünger“. Darin ging sie auf Dions Stellung am Hof seiner Vorgänger in Syrakus, seinen Siegeszug, Untergang und Nachruhm ein. Sie hob „die staatliche Bedeutung der Platonischen Philosophie“ hervor und erklärte: „Allein von den schöpferischen Kräften des Geistes her war staatliche Ordnung neu zu gewinnen.“ 1938 folgte die Übersetzung der Longinos zugeschriebenen Schrift vom Erhabenen.
Wegen der Zuspitzung der politischen Lage folgte sie im August 1939 der Einladung Edith Landmanns, nach Basel zu ziehen. Ihre Aufenthaltserlaubnis setzte eine Einschreibung an der dortigen Universität voraus, bei der Edgar Salin behilflich war. Zwei Jahre später übersetzte sie Euripides’ Herakles und erhielt dafür den Julius-Landmann-Preis der Universität Basel. Seit Juni 1942 unterstützte sie Edith Landmann bei der Arbeit an einem Buch, dessen beide Bände die Titel George und die Griechen sowie George als Denker tragen sollten und von dem nur Teile unter Edith Landmanns Namen veröffentlicht wurden.
1943 erschien Renata von Schelihas Buch Patroklos, das Karl Wolfskehl das „anschaulichste, liebenswerteste, weitest gespannte und fast mütterlich klügste Buch über Homer und die erste Welt des Griechentums“ nannte. Tatsächlich ging sie in dem 418 Seiten umfassenden Buch nicht nur auf die Titelfigur ein, sondern wollte gemäß dem Untertitel „Gedanken über Homers Dichtung und Gestalten“ entwickeln. Sie wandte sich gegen die „auf Zerstückelung ausgehende Methode“ der neueren Forschung, die das „Verständnis für alles Wesentliche einer Dichtung verloren“, „jede Wirkung des Dichters erstickt“ habe, und wollte in Abgrenzung von dem von ihm Vorgefundenen das „Wesen der Homerischen Dichtung“, das „Eigentlich-Homerische“ deutlich machen, nämlich „die einheitliche Kompositionsweise und die menschliche Durchbildung der Gestalten“. Im Streit um die Frage, ob Ilias und Odyssee das Werk eines Dichters oder aus mehreren Epen verschiedener Autoren zusammengesetzt sind, vertrat sie folglich die erste These, indem sie auf die Läuterung der älteren Sage durch Homer, die Gesittung der Homerischen Welt, Homers Kunst der Darstellung und die von Homer erfundenen Gestalten – wie Patroklos – einging. War ihre These, Homer habe im 11. Jahrhundert vor Christus gelebt, problematisch, so beinhalteten ihre Deutung Homers als Erzieher zur Humanität und die Hervorhebung des hohen Ethos seiner Gestalten eine indirekte Kritik am Nationalsozialismus und dessen Mitläufern. Die Übersetzungen sämtlicher in dem Buch Patroklos zitierten Verse stammten von Ernst Morwitz.
In den Basler Jahren hielt sie auch eine Reihe von außeruniversitären Vorträgen zu antiken Themen, die zum Teil postum veröffentlicht wurden. So sprach sie über Antike Humanität (Mai 1944), politische und geistige Freiheit, Erziehung und Freundschaft bei den Griechen (Winter 1944–1945), Das Bild der Antike von der Renaissance bis zur Gegenwart (Frühjahr 1945), Pindars Leben, seine XIV. Olympische und I. Pythische Ode, Sophokles’ Philoktet (Winter 1945–1946), die Komödien des Aristophanes (Winter 1946–1947) und die Orestie des Aischylos (April–Mai 1948).
Vor allem aber bereitete sie eine Abhandlung über ein selten behandeltes Thema vor: die Wettkämpfe der Dichter im alten Griechenland in der Zeit von etwa 700 bis 200 v. Chr., an denen sich Rhapsoden, Komödien- und Tragödiendichter beteiligten. Sie setzte die Arbeit an dieser Abhandlung auch fort, nachdem sie im Juni 1948 in die USA übergesiedelt war, und erhielt hierfür ein Stipendium der Guggenheim-Stiftung. Um ihren Lebensunterhalt zu sichern und beruflich tätig werden zu können, ergänzte sie ihr früheres Studium der Altphilologie nun durch eine Ausbildung zur Bibliothekarin. So arbeitete sie unter anderem an Büchereien in Cleveland, New Haven (Connecticut) und New York. Doch diese Tätigkeit und die durch lebenslange Entbehrungen geschwächte Gesundheit vereitelten einen Abschluss jener Abhandlung, die nur in Teilen aus dem Nachlass herausgegeben werden konnte.

## Schriften
Monographien
- Die Wassergrenze im Altertum. Marcus, Breslau 1931.
- Dion: die platonische Staatsgründung in Sizilien. Dieterich, Leipzig 1934.
- Patroklos. Gedanken über Homers Dichtung und Gestalten. Schwabe, Basel 1943.
- Vom Wettkampf der Dichter: Der musische Agon bei den Griechen. Amsterdam 1987 (= Castrum Peregrini, Heft 177–178; aus dem Nachlass herausgegeben).

Vorträge
- Freiheit und Freundschaft in Hellas. Sechs Basler Vorträge. Amsterdam 1968 (= Castrum Peregrini, Heft 82–83).
- Der Philoktet des Sophokles. Ein Beitrag zur Interpretation des griechischen Ethos. Amsterdam 1970 (= Castrum Peregrini, Heft 93–94).
- Die Komödien des Aristophanes, in sieben Vorträgen interpretiert. Amsterdam 1975 (= Castrum Peregrini, Heft 116–117); Nachdruck Wallstein Verlag, Göttingen 2008, ISBN 3-8353-0387-2.

Übersetzungen
- Die Schrift vom Erhabenen. Dem Longinus zugeschrieben, griechisch-deutsch, herausgegeben und übersetzt von Renata von Scheliha, Bondi, Berlin 1938; 2. Auflage, Küpper vormals Bondi, Düsseldorf/München 1970.
- Euripides: Herakles. Amsterdam 1995 (= Castrum Peregrini, Heft 219–220).

Briefe
- Briefe Renata von Schelihas an Karl Wolfskehl in: Cornelia Blasberg (Hrsg.): Karl Wolfskehls Briefwechsel aus Neuseeland 1938–1948. Luchterhand, Darmstadt 1988, S. 818–843.
- Wolfgang Frommel, Renata von Scheliha: Briefwechsel 1930–1967. Herausgegeben von Claus Victor Bock und Manuel R. Goldschmidt. Amsterdam 2002 (= Castrum Peregrini, Heft 251–252).
- Edith Landmann, Renata von Scheliha: Eine Freundschaft im Zeichen Stefan Georges. Briefe aus den Jahren 1934–1951. Herausgegeben von Marianne von Heereman in Zusammenarbeit mit Christian Kuby und Herbert Post. Hentrich & Hentrich, Leipzig/Berlin 2022, ISBN 978-3-95565-559-4.